# ماندالا تایده
ماندالا تایده (آلمانی: Mandala Tayde؛ زادهٔ ۲۷ آوریل ۱۹۷۵) مدل و بازیگر سینما اهل آلمان است. وی بازیگر فیلم‌هایی همچون خواسته دل بوده است.